# HMS Andromache (1890)
Lo Andromache fu un incrociatore protetto britannico utilizzato dalla Royal Navy dal 1894 al 1920.

## Storia
Il Naval Defence Act 1889 portò la Royal Navy ad emettere ordini per la costruzione di ordini per 21 incrociatori protetti di seconda classe costituenti la classe Apollo.
L'Andromache aveva una lunghezza fuori tutto di 95,7 m, una larghezza di 13,31 m e un pescaggio di 5,64 m. Il dislocamento della nave era di 3.600 tonnellate lunghe (3.700 t).  Un ponte corazzato compreso tra 32 e 51 mm proteggevano i caricatori e l'apparato motore della nave, mentre la torre di comando aveva 76 mm di protezione, mentre gli scudi dei cannoni da 152 mm avevano 110 mm di protezione. L'armamento era composto da 2 cannoni QF 6 in/40 da 152 mm in installazioni singole erano montati a prua e a poppa sulla linea centrale della nave, 6 cannoni QF 4.7 in Mk. I-IV da 120 mm in installazioni singole, tre per ciascuna fiancata. Per la protezione contro gli attacchi delle torpediniere vi erano 8 cannoni QF 6-pounder Hotchkiss da 57 mm in installazioni singole, e 1 cannone QF 3-pounder Hotchkiss da 47 mm in installazioni singole. L'armamento silurante era composto da 4 tubi lanciasiluri da 356 mm. La potenza motrice era pari a 7.000 ihp (5.200 kW), per una velocità di 18,5 nodi, anche se a tiraggio forzato furono raggiunti i 9.000 CV (6.700 kW) e i 19,75 nodi. La capacità di carbone era di 535 tonnellate. L'autonomia massima era pari a 8.000 miglia nautiche a 10 nodi. Il costo totale di costruzione fu di 186.234 sterline.  All'inizio del 1894 era uno dei tre incrociatori i cui vecchi cannoni da 6 pollici furno sostituiti da nuovi modelli a tiro rapido. Questa modifica fu poi gradualmente estesa ad altri incrociatori contemporanei.
La nave era presente alla Rivista navale di Spithead il 26 giugno 1897 per celebrare il Giubileo di diamante della Regina Vittoria. Il 28 febbraio 1900, l'Andromachee la sua nave gemella Apollo sarebbero state trasferite dal Medway alla riserva della flotta di Devonport. Ad eccezione delle grandi manovre dell'anno precedente, 'Andromache non compì alcuna missione da quando venne costruita. Il 27 giugno 1900, da Devonport furono emanati ordini per una mobilitazione navale che avrebbe avuto luogo martedì 10 luglio. Il comandante Francis Alan Richard Bowles fu posto al comando dell'Andromache il 23 aprile 1902, e nel giugno di quell'anno fu designato per servire nella riserva navale a North Shields.
Prese parte alla rivista della flotta tenutasi a Spithead il 16 agosto 1902 per l'incoronazione del re Edoardo VII. 
Il 1º febbraio 1908, la torpediniera cannoniera Leda entrò in collisione con l'Andromache nel porto di Harwich e dovette essere portata ad arenrsi per evitare di affondare.
Nel settembre 1909, la nave completò la conversione in posamine presso il cantiere navale di Chatham, completata nel settembre 1909. L'Andromache prese parte ad esercitazioni navali al largo della costa orientale della Gran Bretagna nel luglio-agosto 1910, ma la notte del 1º agosto, il piroscafo Neapolitan Prince, impiegato come nave trasporto durante le esercitazioni, entrò in collisione con l'Andromache all'uscita dal porto di Harwich, schiacciando barche e gru sul lato di dritta dell'incrociatore.
Nell'agosto 1914, allo scoppio della prima guerra mondiale, si unì allo Squadrone posamine, operando da Dover e Sheerness, dopo di che fu ridotta a nave deposito in Mediterraneo per la Fourth Destroyer Flotilla. Radiata nel settembre 1919, fu venduto per demolizione nel 1920.

### Annotazioni
1. ↑  Presenziarono al varo il conte e la contessa di Glasgow, la contessa di Darnley e Lady Blythe, il comandante in capo del Nore, viceammiraglio Charles Curme e il contrammiraglio Edward Kelly sovrintendente del cantiere navale di Chatham.Il momento del varo fu leggermente ritardato poiché non vi era una marea sufficientemente alta. L'incrociatore scivolo nel Medway dallo scalo di costruzione quando la contessa di Glasgow ruppe una bottiglia di vino sulla sua prua.

### Fonti
1. 1 2 3 4 5 6 7 8 9 10 11 12  Chesneau, Kolesnik 1979, p. 76.
2. ↑  The Times (London), Tuesday, 26 April 1892, p.10.
3. ↑  Naval & Military Intelligence inThe Times, (London, England), Monday, January 15, 1894, Issue 34161, p.10.
4. ↑  Naval & Military intelligence, in The Times No.36077, London. 28 February 1900. p.11.
5. ↑  Naval & Military intelligence, in The Times No.36741, London., 14 April 1902. p.11.
6. ↑  Naval & Military intelligence, in The Times No.36793, London, 13 June 1902. p.10.
7. ↑  The Coronation - Naval Review, in The Times No.36845, London, 13 August 1902. p.4.
8. ↑  Naval Matters—Past and Prospective: Chatham Dockyard, in The Marine Engineer and Naval Architect, Vol.30. 1 March 1908. p.321.
9. 1 2  Gardiner, Gray 1985, p. 14.
10. ↑  Naval Matters—Past and Prospective: Chatham Dockyard, in The Marine Engineer and Naval Architect, Vol.33. September 1910. p.52.